# فرد باتريك
فرد باتريك (25 يوليو 1965 باراماريبو سورينام - 7 يونيو 1989 سورينام) هو لاعب كرة قدم هولندي سابق كان يلعب كلاعب وسط.